# Cambalida
Cambalida là một chi nhện trong họ Corinnidae.

## Các loài
- Cambalida coriacea Simon, 1910
- Cambalida fulvipes Simon, 1910
- Cambalida insulana Simon, 1910